# Bettathur, Madikeri
Bettathur là một làng thuộc tehsil Madikeri, huyện Kodagu, bang Karnataka, Ấn Độ.